# Adelaide von Hauswolff
Adelaide Eleonora Sophia von Hauswolff, född 1789 på Sveaborg, död 15 november 1842 i Lilla Brevik i Karis, var en svensk författare.
Hon var dotter till majoren Hans Gustaf von Hauswolff och Helena Charlotta de Frese. Tillsammans med sin far var hon som nittonåring i krigsfångenskap i Ryssland efter Sveaborgs fall. Hon förde under tiden i krigsfångenskap dagboksanteckningar, från 16 juli 1808 till 9 april 1809.  Fångenskapen till trots hade de ganska stor rörelsefrihet, och hon skildrar bland annat i dagböckerna deras tid hos en rysk köpmansfamilj i Novgorod samt en tid i Sankt Petersburg. Efter krigsslutet återvände far och dotter till Helsingfors, där de levde tills han död 1840. Adelaide von Hauswolff lämnade då staden, och flyttade till Karis, där dock även hon dog 53 år gammal två år senare.
Hennes resedagbok är en av de mest utförliga dagböckerna av svenska resenärer i Ryssland under 1700-talet och 1800-talet, inte minst på grund av skildringarna av möten och vänskapsförbindelser med människor de möter. Det är också en av mycket få reseskildringar av svenska kvinnor i Ryssland under tidsperioden. Dagboken finns bevarad på Kungliga bibliotekets handskriftsavdelning, men publicerades postumt som En svensk flickas dagbok under krigsfångenskap i Ryssland 1808-1809 av Cecilia Bååth-Holmberg 1912 samt i nytryck 2009. När den gavs ut av Bååth-Holmberg sågs den inte minst som ett viktigt tidsdokument i samband med finska kriget.